# Північноєвропейська раса
Північноєвропейська або Північноєвропоїдна раса - мала раса в складі великої європеоїдної раси. Характеризується світлою пігментацією волосся і очей, середнім або високим переніссям з прямою спинкою носа, середньорозвинутою бородою, середнім зростом. До північноєвропейської раси відносяться більшість народів Північної та Північно-Східної Європи.
Виділення своєрідного північноєвропейського типу всередині європеоїдної раси завжди було типовою рисою расових класифікацій . Для північноєвропеоїдної раси характерні депігментація і збереження більшою мірою (в порівнянні з південними європеоїдами) протоморфних реліктових особливостей ранніх європеоїдів . М.М. Чебоксаров в 1936 році висловив гіпотезу про посвітлення північних європеоїдів внаслідок переходу рецесивних генів в гомозиготний стан .
Ареал північноєвропеоїдної раси ділиться на два підареала - західний і східний. На сході має місце деяке посилення тих ознак, які в максимальній мірі виражені у представників монголоїдної раси .
В расовій класифікації В.П. Алексєєва північноєвропейська або балтійська мала раса ділиться на три групи популяцій: західнобалтійську, східнобалтійську і лапоноїдну . Аналогічна схема розподілу північних європеоїдів прийнята М. Г. Абдушелішвілі (1990) .

## Див. Також
- Антропологічні типи європеоїдної раси
- Південно-європейська раса
- Атлант-балтійська раса
- Біломорсько-балтійська раса
- Східно-балтійська раса
- Скандинавська раса
- Балтійська раса